# Peter-und-Paul-Kirche (Schneverdingen)

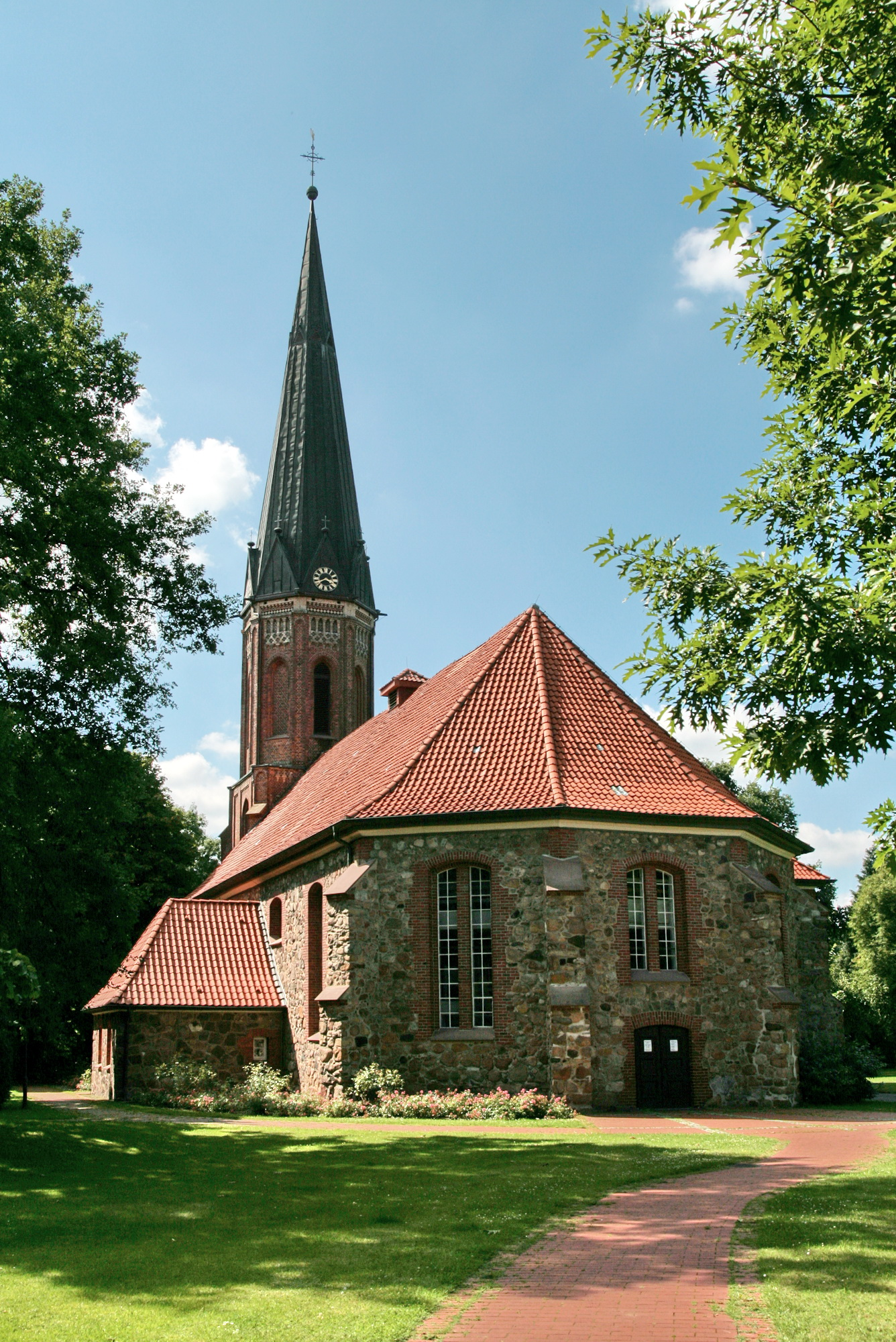
Peter-und-Paul-Kirche von Osten aus gesehen

Die Peter-und-Paul-Kirche ist eine evangelische Kirche in Schneverdingen. Sie liegt im Ortszentrum und gilt mit ihrem über 50 m hohen Kirchturm als ein Wahrzeichen der Stadt. Die Kirche gehört zum Kirchenkreis Rotenburg im Sprengel Stade der Evangelisch-lutherischen Landeskirche Hannovers.

## Geschichte
Die jetzige Kirche ist 1745/1746 von Joh. Chr. Goetze aus Feldsteinen errichtet worden, nachdem ein Vorgängerbau baufällig geworden war. Die alte Kirche war dem Apostel Petrus gewidmet, beim Neubau wurde Paulus zum Mitpatron erklärt. Ein umfangreicher Umbau fand in den Jahren 1862/1863 statt, weil die Kirche zu klein geworden war: Man hat eine zweite Empore eingebaut und den Fußboden zwei Fuß tiefer gelegt. Der Altar wurde in die Mitte der südlichen Längswand verlegt. Zur gleichen Zeit wurde der hölzerne Kirchturm durch einen hohen neugotischen Backsteinbau ersetzt. 1922 erfolgte ein Anbau an der Nordseite, um Platz für eine neue Orgel zu schaffen. Den Turm zerstörte ein Brand im Jahr 1907, ein neuer Turm konnte erst 1918 fertiggestellt werden.

## Bauwerk heute

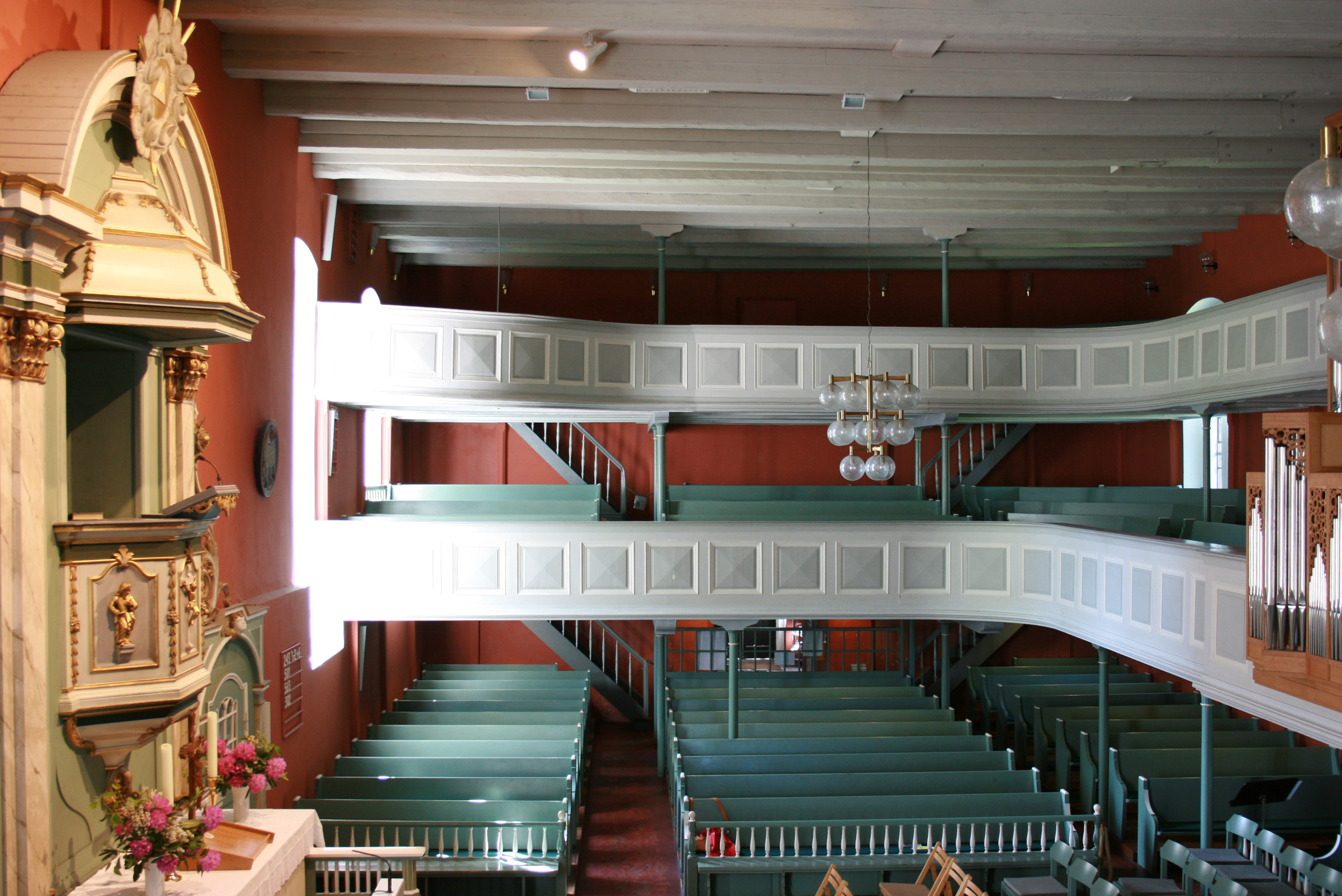
Inneres nach Westen mit zweigeschossiger Empore, links der Kanzelaltar, rechts die Orgel

Es handelt sich um einen rechteckigen Feldsteinbau mit dreiseitigem Ostschluss, der mit einem nördlichen Anbau erweitert ist. Der balkengedeckte Innenraum ist querorientiert, was durch die Lage des Kanzelaltars an der südlichen Längswand zu erklären ist.
Der im neugotischen Stil errichtete backsteinerne Turm ist fast 56 m hoch. Die beiden unteren Turmgeschosse haben einen rechteckigen Grundriss, darüber folgt ein oktogonales Obergeschoss mit großen Schallöffnungen. Das ebenfalls oktogonale spitze Dach ist von einem Kranz von Ziergiebeln eingefasst. An der Spitze trägt es einen goldenen Hahn.

## Ausstattung

### Taufbecken
Der bronzene Taufkessel stammt aus dem 14. Jahrhundert. Er ruht auf vier gleichen Tragefiguren, die auf einem Ring stehen. Eine lateinische Umschrift lautet übersetzt „Heilige lebendige Quelle, wiedergebärendes Wasser, reinigende Welle“. Die Taufschale ist ein Geschenk der Familie Zahrenhusen aus dem Jahr 1652.

### Altar
Es handelt sich um einen sogenannten Kanzelaltar, bei dem Kanzel und Altar eine Einheit bilden. Er stammt aus der Übergangszeit zwischen Barock und Klassizismus. Diese Periode wird auch als Zopfstil bezeichnet. Die Kanzel ist flankiert von korinthischen Pilastern. Am Kanzelkorb ist in der Mitte die Kreuzigung dargestellt, seitlich davon sind Figuren von Moses und Johannes dem Täufer zu sehen. Nach oben wird das Werk durch ein Dreieck mit dem Auge Gottes abgeschlossen, das von einem Glorienschein aus Wolken und Sonnenstrahlen umgeben ist.
Das Lesepult rechts neben dem Altar ist mit einer Darstellung der Lutherrose versehen.

### Grabplatte
Im Turmeingang steht an der Nordwand eine Grabplatte aus Sandstein aus dem Jahr 1587. Eine Umschrift am Außenrand der Platte zeigt an, dass sie Galle Berger, dem Vogt zu Schneverdingen gewidmet ist. Ursprünglich bedeckte die Platte vermutlich die Gruft des Vogtes in der Kirche.
Ein Relief zeigt den Verstorbenen, der in Rüstung und mit Schwert kniend betet. Auf dem Boden liegen Handschuh und Helm. Auf einer Volute über seinem Kopf steht der Auferstandene. In den erhobenen Händen trägt er rechts ein Kreuz und links ein Vexillum. Die Darstellung ist in einen architektonischen Rahmen gesetzt. An den vier Ecken sind Bergers Familienwappen zu sehen.

### Orgel

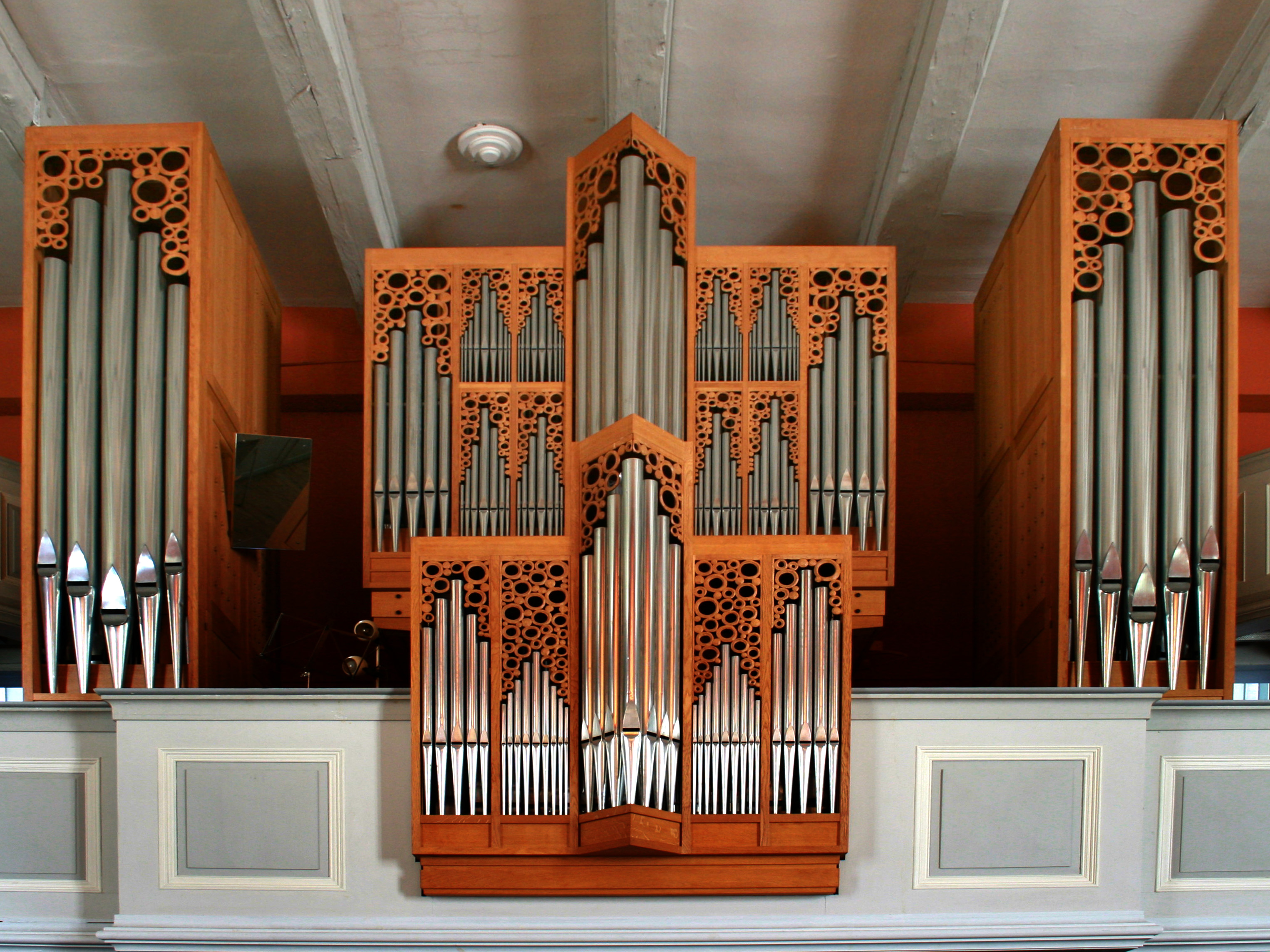
Orgel der Firma Janke von 1976

Die Orgel hat schon zwei Vorgänger in dieser Kirche.
1795 wurde ein Vertrag über einen Orgelneubau mit Georg Wilhelm Wilhelmy abgeschlossen.
1926 erhielt die Kirche eine neue pneumatische Orgel der Firma Furtwängler & Hammer auf der Nordempore. Teile davon sind im Turm aufbewahrt.
Die jetzige Orgel wurde 1976 fertiggestellt. Sie stammt von der Firma Rudolf Janke (Bovenden). 2008 fand eine Reinigung und Überarbeitung durch Udo Feopentow statt.
Die Orgel hat folgende Disposition:
| I Hauptwerk C– |             |       |
|                | Praestant   | 8′    |
|                | Rohrflöte   | 8′    |
|                | Oktave      | 4′    |
|                | Blockflöte  | 4′    |
|                | Nasat       | 2 ⁄3′ |
|                | Oktave      | 2′    |
|                | Mixtur IV–V |       |
|                | Dulzian     | 16′   |

| II Rückpositiv C– |                 |       |
|                   | Gedackt         | 8′    |
|                   | Praestant       | 4′    |
|                   | Spitzflöte      | 4′    |
|                   | Gemshorn        | 2′    |
|                   | Quinte          | 1 ⁄3′ |
|                   | Sesquialtera II |       |
|                   | Scharff III–IV  |       |
|                   | Krummhorn       | 8′    |

| III Solo C– |           |    |
|             | Cornett V |    |
|             | Trompete  | 8′ |

| Pedal C– |             |     |
|          | Subbass     | 16′ |
|          | Prinzipal   | 8′  |
|          | Oktave      | 4′  |
|          | Mixtur IV–V |     |
|          | Posaune     | 16′ |
|          | Trompete    | 8′  |

### Uhrwerk und Glocken

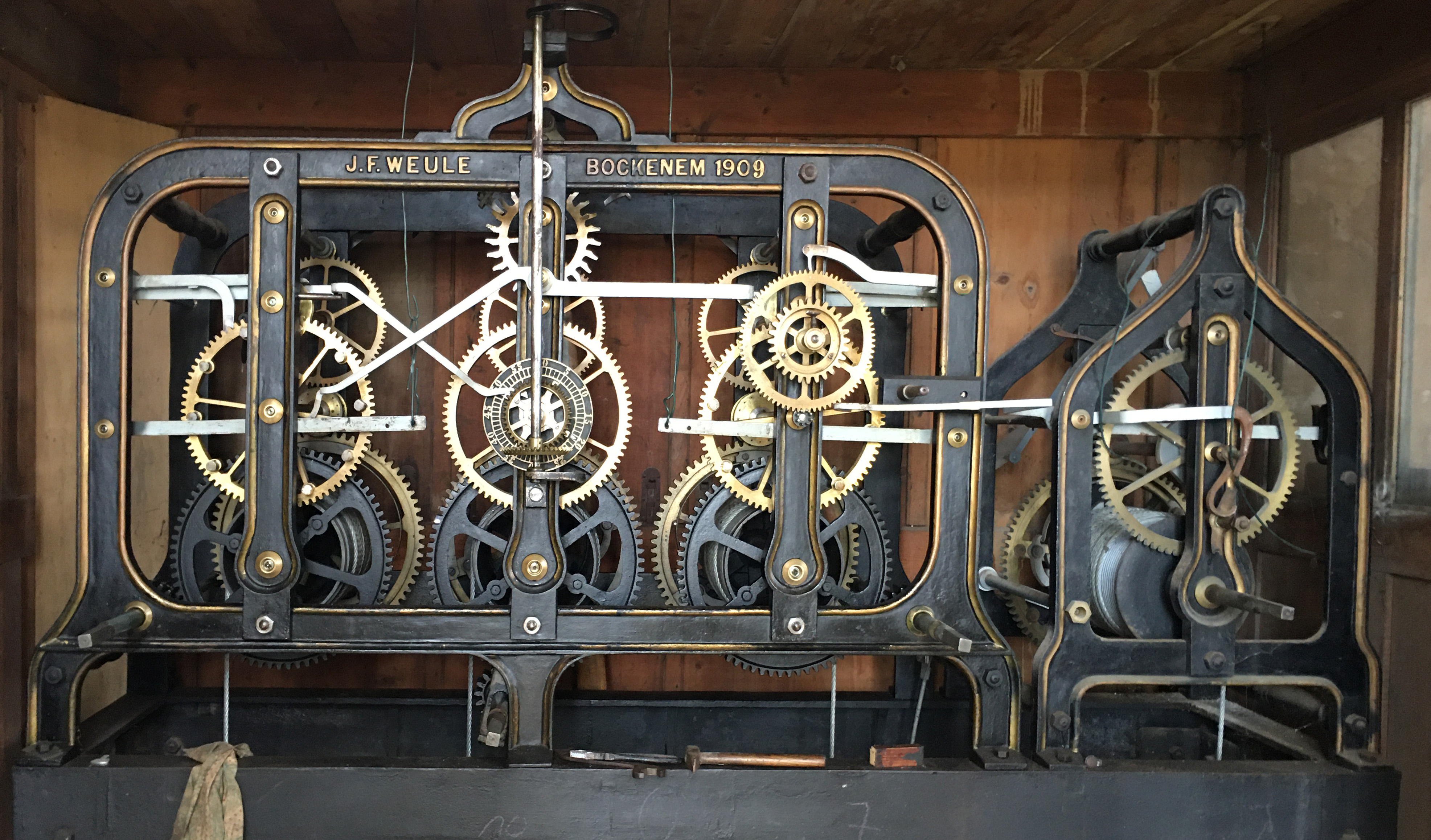
Uhrwerk der Firma Weule von 1909

Die erste Turmuhr wurde 1866 eingebaut, deren Uhrwerk 1909 durch ein Uhrwerk der Firma J. F. Weule ersetzt wurde. Das Uhrwerk bewegt die Zeiger des Ziffernblattes am Turm und dient als Schlaguhr. In Gang gehalten wird die Uhr von drei je 130 kg schweren Gewichten, die mit Kurbeln hochgezogen werden.  Das bis heute mechanische Werk wurde 2012 saniert und ist bis heute funktionsfähig.
Insgesamt beherbergt der Turm vier Glocken, die beiden älteren stammen aus den Jahren 1652 und 1660, die neueren wurden 1952 gegossen.